# Юр, Мидж
Джеймс «Мидж» Юр (англ. James «Midge» Ure; род. 10 октября 1953, Камбусленг, Великобритания) — шотландский гитарист, певец, клавишник, автор песен, продюсер, прежде всего известный как фронтмен рок-группы Ultravox.

## Музыкальная карьера
Джеймс Юр родился 10 октября 1953 года в Камбусленге, небольшом городе в графстве Южный Ланаркшир на юге Шотландии. К 15 годам окончил начальную школу и учебу в Рутергленской академии (средняя школа); после окончания технического колледжа работал инженером. В свободное от работы время играл в местном музыкальном коллективе Stumble (1969 — 1971).

### Salvation, Slik и PVC2
Группа Salvation была основана братьями Кевином (вокал) и Джимом Макгинли (бас-гитара) в июне 1970 года в Глазго. В 1972 году к ним присоединился Юр (гитара). Кевин настоял на необходимости Юру взять псевдоним, чтобы не возникало путаницы между ним и его братом Джимом. С тех пор Юр известен на музыкальном поприще под именем Мидж. Также в состав группы входили клавишник Билли Макайзек (англ. Billy McIsaac) и ударник Кенни Хислоп (англ. Kenny Hyslop).
В апреле 1974 года Кевин начал сольную карьеру, в связи с чем покинул группу. Юр стал голосом группы. В ноябре 1974 г. группа сменила название на Slik. Началось сотрудничество с Биллом Мартином и Филом Коултером, авторами хита «Shang-A-Lang» группы Bay City Rollers. В 1975 году Юр отклонил предложение стать солистом Sex Pistols, но чуть позже согласился.
Популярность группы стремительно росла, и в феврале 1976 года с синглом «Forever And Ever» они пробились на вершину британских чартов. Однако вскоре популярность Slik сошла на нет, в связи с засильем панк-рок групп. В 1977 году группу покинул последний из её основателей — Джим Макгинли. Ему на смену пришёл Расселл Вебб.
Slik разорвали контракт с Мартином и Коултером, сославшись на то, что имидж «мальчиковой» группы не способствует успеху. В очередной раз сменили название на PVC2, «повзрослела» музыка — от прежней лиричной не осталось ни следа, взамен «хулиганская» — явно под влиянием панк-рока. Юр, недовольный сменой направления, покинул группу, успев выпустить с ней единственный сингл «Put You In The Picture».

### The Rich Kids
В октябре 1977 года он принимает приглашение экс-басиста Sex Pistols Глена Мэтлока и присоединяется к группе The Rich Kids. Юр переезжает в Лондон и вскоре вливается в местную музыкальную тусовку, о чём раньше читал только на страницах New Musical Express. В 1978 году Юр вместе с ударником Расти Иганом покинули группу из-за разногласий внутри коллектива — предложение добавить синтезатор встретило сопротивление со стороны Мэтлока и Стива Нью, предпочитавших проверенные временем акустические гитары и ударные. В этом же году The Rich Kids прекратила своё существование, оставив после себя единственный альбом «Ghosts of Princes In Towers».
7 января 2010 года The Rich Kids, в рамках благотворительного концерта в поддержку больного раком Стива Нью, объединились на один вечер. Юр также исполнил акустические сеты из песен групп Ultravox и Visage.

### Visage и Thin Lizzy
После ухода из The Rich Kids Юр короткое время провёл c The Misfits (не путать с одноимённой американской рок-группой), а затем вместе с Иганом и Стивом Стрейнджем сформировали новый неоромантический проект Visage. В рекламных целях ими был записан кавер хита конца 1960-х годов «In The Year 2525». В 1979 году состав группы пополнили экс-участники пост-панк-группы Magazine: клавишник Дэйв Формула, гитарист Джон Макгиох, басист Барри Адамсон и экс-клавишник Ultravox — Билли Карри. Пока Visage готовились к записи дебютного альбома, Юр заменил гитариста Thin Lizzy Гэри Мура, записал вместе с Филом Лайноттом песню «Get Out of Here» для альбома Black Rose: A Rock Legend, исполнил гитарные партии в новых версиях песен «Things Ain’t Working Out» и «Dublin», вошедших в сборник The Continuing Saga of the Ageing Orphans. На время американских гастролей присоединился к Thin Lizzy. Несмотря на полный провал первого сингла, Visage подписали контракт с Polydor Records и в ноябре 1980 года выпустили на нём второй сингл — «Fade to Grey» — занявший верхние строчки чартов в Великобритании и за её пределами.

### Ultravox
Ultravox образца 1979 года являлась лишь слабой тенью былого: гитарист Робин Саймон покинул группу, фронтмен Джон Фокс начал сольную карьеру. Один из участников Visage — клавишник Билли Карри — предложил Юру занять место Фокса. Тот согласился и таким образом начал работать сразу в двух коллективах. Вскоре после возвращения Юра из тура вместе с Thin Lizzy, он вновь отправился в США — только на этот раз в составе Ultravox.

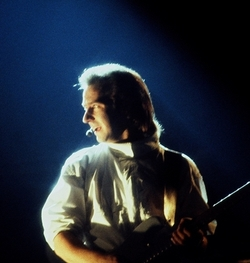
Мидж Юр на концерте Ultravox в 1984 году

Четвёртый по счёту студийный альбом — «Vienna» — был записан в 1980 году. В начале следующего года был выпущен сингл «Vienna», в кратчайшие сроки ставший хитом: он в течение 4-х недель удерживал 2-ю позицию в UK Singles Chart, а по итогам 1981 года занял 5-ю позицию в рейтинге самых продаваемых синглов в Великобритании. На волне успеха сингла был переиздан оригинальный альбом, достигший 3-й позиции в UK Albums Chart.
В 1981 году вышел пятый студийный альбом — «Rage in Eden» — 4-я позиция в чартах Великобритании. В это время Visage начала работу над вторым альбомом — The Anvil. Вскоре после его выхода, в начале 1982 года, Юр покинул группу, ссылаясь на творческие разногласия с фронтменом Стивом Стрейнджем. На следующий год Ultravox записала и выпустила шестой по счёту альбом — «Quartet» — спродюсированный Джорджем Мартином.
Юр продюсирует Стива Харли, группы The Skids и Strasse. В 1982 году выпустил свой первый соло-сингл — кавер песни «No Regrets» Тома Раша. На 5-й неделе он оказался в «десятке» чарта Великобритании. На следующий год последовал совместный сингл «After A Fashion», записанный с басистом группы «Japan» Миком Карном.
В 1983 году выпущен концертный альбом «Monument», годом позже седьмой студийный — «Lament». В 1984 году Ultravox издала сборник «Greatest Hits». Альбом достиг 2-й позиции в чарте Великобритании, а позже стал трижды платиновым.
После успешного дебюта сольного альбома в 1985 году, Юр принял участие в работе над «U-Vox» (1986). Успешный старт (9-я позиция в первую неделю) сменился стремительным падением. Альбом продержался в чарте всего шесть недель.

### Band Aid
В 1984 году Юр вместе с Бобом Гелдофом организовали благотворительный проект Band Aid, целью которого была помощь голодающим Эфиопии. Вдвоем они написали песню «Do They Know It’s Christmas?» (рус. А знают ли они, что уже Рождество?), для записи которой были привлечены звезды британской поп-музыки. Успех сингла был гарантирован: 1-е место в Великобритании и 13-е — в США. Популярность этой акции сподвигла Гелдофа на следующий год провести концерт Live Aid.

### Сольная карьера
В 1985 году вышел его первый сольный альбом «The Gift». Выдержанный в духе лучших работ Ultravox, альбом пользовался успехом в Англии (2-я позиция в чарте), во многом благодаря успеху синглов «If I Was», «That Certain Smile» и «Call of the Wild».
Следующий альбом — «Answers to Nothing» (1988) — в Англии был встречен прохладнее, зато пользовался успехом в США. Наметившаяся к началу 1990-х годов тенденция потери интереса к поп-звёздам 1980-х не обошла стороной Юра. Альбом «Pure», изданный в 1991 году, не пришёлся по нраву американской публике, а на родине положение спас сингл «Cold Cold Hearth» (17-я позиция в чарте). В 1996 году был записан альбом «Breathe», плохие продажи которого стали причиной разрыва контракта с лейблом.

## Дискография

### Студийные альбомы
- The Gift (1985)
- Answers to Nothing (1988)
- Pure (1991)
- Breathe (1996)
- Went To Coney Island On A Mission From God… Be Back By Five (саундтрек) (2000)
- Move Me (2001)
- 10 (2008)
- Fragile (2014)
- Orchestrated (2017)

### Сборники
- If I Was: The Very Best of Midge Ure & Ultravox (1993)
- Little Orphans (2001)
- Soundtrack: 1978–2019 (2019)

| Slik - Slik (1976) | The Rich Kids - Ghosts of Princes in Towers (1978) | Thin Lizzy - Black Rose (1979) - Chinatown (1980) | Visage - Visage (1980) - The Anvil (1982) | Ultravox - Vienna (1980) - Rage In Eden (1981) - Quartet (1982) - Monument (live) (1983) - Lament (1984) - U-Vox (1986) - Brilliant (2012) |  |